# Château de Rougemont (Belgique)
Pour les articles homonymes, voir Rougemont.
Ne doit pas être confondu avec Château de Rougemont ou Château de Rougemont (Ain).
Le château de Rougemont est situé en Wallonie dans la commune de Profondeville (Belgique). Il surplombe le golf du même nom avec vue sur la  vallée de la Meuse. Ce petit château typiquement namurois datant du début du XXe siècle abrite son club-house.